# كريستيان فولف
كريستيان فولف (بالألمانية: Christian Wulff) من مواليد (19 يونيو 1959)، هو الرئيس الرابع عشر لألمانيا. ينتمي لحزب الاتحاد الديمقراطي المسيحي. انتخب رئيسًا لألمانيا في 30 يونيو 2010. هو محامي، شغل بالفترة من 4 مارس 2003 إلى 30 يونيو 2010 منصب رئيس وزراء ولاية سكسونيا السفلى.

## استقالته
استقال فولف في يوم 17 فبراير 2012 بسبب طلب الادعاء العام في ولاية سكسونيا السفلى رفع الحصانة عنه للتحقيق في تهم إخلال بالواجب. تتعلق بحصوله على قروض منخفضة الفائدة أثناء فترة ولايته كرئيس وزراء للولاية.

## روابط خارجية
- كريستيان فولف على موقع IMDb (الإنجليزية)
- كريستيان فولف على موقع مونزينجر (الألمانية)
- كريستيان فولف على موقع إن إن دي بي (الإنجليزية)
- كريستيان فولف على موقع كينوبويسك (الروسية)